# Lithargyrus
Lithargyrus es un género de escarabajos longicornios de la tribu Acanthocinini.

## Especies
- Lithargyrus guadeloupensis (Villiers, 1980)
- Lithargyrus melzeri Martins & Monné, 1974